# Tessjöån
Tessjöån (finska: Tesjoki eller Taasianjoki) är ett vattendrag i Finland. Det ligger i landskapet Nyland, i den södra delen av landet, 90 km öster om huvudstaden Helsingfors.